# NGC 1543
NGC 1543 في الفهرس العام الجديد، هي مجرة، تقع في كوكبة الشبكة (كوكبة). اكتشفت في 1826 بواسطة جيمس دنلوب.

## روابط خارجية
- NGC 1543 على موقع ويكي سكاي: DSS2, SDSS, GALEX, IRAS, Hydrogen α, X-Ray, Astrophoto, Sky Map, Articles and images